# Nanfengmian Shan
Nanfengmian Shan (kinesiska: 南风面山) är ett berg i Kina. Det ligger i provinsen Jiangxi, i den sydöstra delen av landet, omkring 320 kilometer sydväst om provinshuvudstaden Nanchang. Toppen på Nanfengmian Shan är 2 040 meter över havet.
Runt Nanfengmian Shan är det ganska tätbefolkat, med 120 invånare per kvadratkilometer. I omgivningarna runt Nanfengmian Shan växer i huvudsak blandskog.
Genomsnittlig årsnederbörd är 1 953 millimeter. Den regnigaste månaden är augusti, med i genomsnitt 281 mm nederbörd, och den torraste är oktober, med 29 mm nederbörd.